# Chthonerpeton arii
Chthonerpeton arii é uma espécie de anfíbio da família Typhlonectidae. É endémica do Brasil, onde é conhecida apenas da sua localidade-tipo, Limoeiro do Norte, no Ceará. Presume-se que existe em outras localidades ao longo dos sistemas fluviais da Caatinga. Ocorre em águas pouco profundas, com solo lamacento e vegetação aquática abundante em charcos temporários, lagoas e rios. Presume-se também que a sua reprodução seja vivípara.